# Eugenia gilgii
Espèce
Statut de conservation UICN

 CR A1c : 
En danger critique
Eugenia gilgii Engl. & Brehmer est une espèce de plantes à fleurs de la famille des Myrtaceae et du genre Eugenia. C'est un arbuste ou un petit arbre présent en Afrique tropicale.

## Étymologie
Son épithète spécifique gilgii rend hommage au botaniste allemand Ernst Friedrich Gilg.

## Description
C'est une espèce d'arbuste ou petit arbre pouvant atteindre 8 m de hauteur, à feuilles ovoïdes de 6 à 10 cm de longueur.

## Distribution
Subendémique, menacée par la perte de son habitat, mais assez commune, l'espèce est présente principalement au Cameroun – aux monts Bamboutos, au mont Oku, dans la Région du Nord-Ouest et au Tchabal Mbabo dans celle de l'Adamaoua –, également au sud-est du Nigeria.